# Festival da Nova Canção de Lisboa
O I Festival da Nova Canção de Lisboa foi uma iniciativa promovida pela Câmara Municipal de Lisboa por ocasião das Festas da Cidade de 1979. O Festival decorreu, no dia 29 de Junho de 1979, na esplanada do Castelo de S. Jorge e teve direito a transmissão em direto pela RTP e pela RDP. Os apresentadores de serviço foram Manuela Moura Guedes e António Vilela.
O Júri do Festival era formado por Luís Sttau Monteiro, Carlos dos Jornais, Tavares Belo, Frederico Valério, Lopes Vítor (SPA) e Estêvão de Lima Ferreira (Sindicato dos Músicos). 
Em 1º lugar ficaram os Bric-a-Brac com "Hino A Lisboa". A cantora Alexandra ficou em 2º lugar com "Lisboa Minha E Tua". Simone de Oliveira ficou em 3º lugar e venceu o prémio de melhor intérprete com "Sempre Que Tu Vens É Primavera".
Mário Castrim escreveu a sua habitual crónica no Diário de Lisboa.
A editora Sassetti lançou um EP com as canções de Pedro Barroso, Francisco Naia, Yolanda e Lourdes.

## Concorrentes
- Eduardo Beirão - "Canção Sonhada" (L/M: Maria da Luz Castro e Silva e Azevedo Pereira)
- Pedro Barroso - "Uma Festa Na Despedida" (L:Maria José Guerra; M:Carlos Carvalho)
- Simone de Oliveira - "Sempre Que Tu Vens É Primavera" (L:Vasco de Lima Couto; M:Nuno Nazareth Fernandes)
- Carlos Alberto Vidal - "Olá, Boa Noite"
- Francisco Naia - "De Lisboa Em Lisboa"(L:Hélia Correia; M:Afonso Dias)
- Alexandra - "Lisboa Minha E Tua" (L/M: Carlos Canelhas e Maria Amália Ortiz da Fonseca)
- Madalena Leal - "Lisboa Mulher (L/M: C. A. Vidal)
- Bric-a-Brac - "Hino A  Lisboa" (L/M: Carlos Canelhas e Joaquim Pedro Gonçalves)
- Duo Trigolimpo (Carlos Alberto Vidal e Madalena Leal) - "Canto Da Seara"
- Lourdes - "Eu Não Vou No Teu Cantar"
- Carlos Alberto Vidal - "Cidade Flutuante" (L/M: C. A. Vidal)
- Yolanda Vaz Monteiro [6]- "Um Tempo Novo Para Sorrir" (L:Pedro Barroso; M:Ricardo Vaz Monteiro)